# Сен-Жеран-Круасанвек
Сен-Жеран-Круасанвек (фр. Saint-Gérand-Croixanvec) — муніципалітет у Франції, у регіоні Бретань, департамент Морбіан. Сен-Жеран-Круасанвек утворено 1-1-2022 шляхом злиття муніципалітетів Сен-Жеран i Круасанвек. Адміністративним центром муніципалітету є Сен-Жеран. Населення — 1312 осіб (01.01.2021).